# چراغ‌های دیون روفو
چراغ‌های دیون روفو (انگلیسی: Dion Ruffo Luci؛ زادهٔ ۱۲ ژوئیهٔ ۲۰۰۱) بازیکن فوتبال است.